# 美人魚雕像
55°44′33″N 12°35′57″E / 55.74250°N 12.59917°E

丹麥哥本哈根的美人魚雕像

美人魚雕像位於丹麥哥本哈根長堤公園的港口岩石上，是哥本哈根著名的觀光景點之一。
美人魚雕像在1909年時受到嘉士伯創辦人的兒子卡爾·雅布克森（Carl Jacobsen）的委託，因為他以童話故事為題材的芭蕾舞感到著迷。於是在1912年，丹麥雕塑家愛德華·艾瑞克森根據安徒生童話並以妻子愛琳·埃里克森（Eline Eriksen）為藍本，雕塑了這尊美人魚雕像。美人魚雕像與位於紐西蘭內皮爾的帕尼亞像（Pania of the Reef）有一些類似，而且美人魚的故事也與帕尼亞傳說有些相似。
美人魚雕像於1913年8月23日正式公開。第一次參訪的旅客基本上會對這座雕像的大小感到驚訝，因為美人魚雕像高度只有1.25公尺，重量則為175公斤。2010年小美人鱼铜像首次远渡重洋，在上海世界博览会丹麦馆现身。在小美人鱼返回丹麦之前，其原址上将展放中国艺术家艾未未的影视艺术作品。

## 破坏
小美人魚雕像在历史上曾遭多次故意毁坏。1964和1968年雕像头部被砍断偷窃两次，1984年手臂被砍断一次，2004年被人用炸药从岩石底座上炸入大海后漂浮在港口附近。2017年被动物保护团体为了抗议政府每年夏季让渔民在丹麦外海的法罗群岛猎捕领航鲸，被泼了一整身红漆。2020年被反种族主义者抹上“种族主义鱼”（RACIST FISH）字段。2023年3月，雕像的底座被涂上了俄罗斯国旗，被认为是支持俄罗斯入侵乌克兰。

## 外部連結
- The Little Mermaid. Photo gallery from Denmark. Hans Christian Andersen Information （页面存档备份，存于）
- Little Mermaid Statue thumbnail photo gallery, from Mermaids on the Web （页面存档备份，存于）
- The Little Mermaid （页面存档备份，存于） 360 degree Quicktime VR panorama from Copenhagen